# Léto

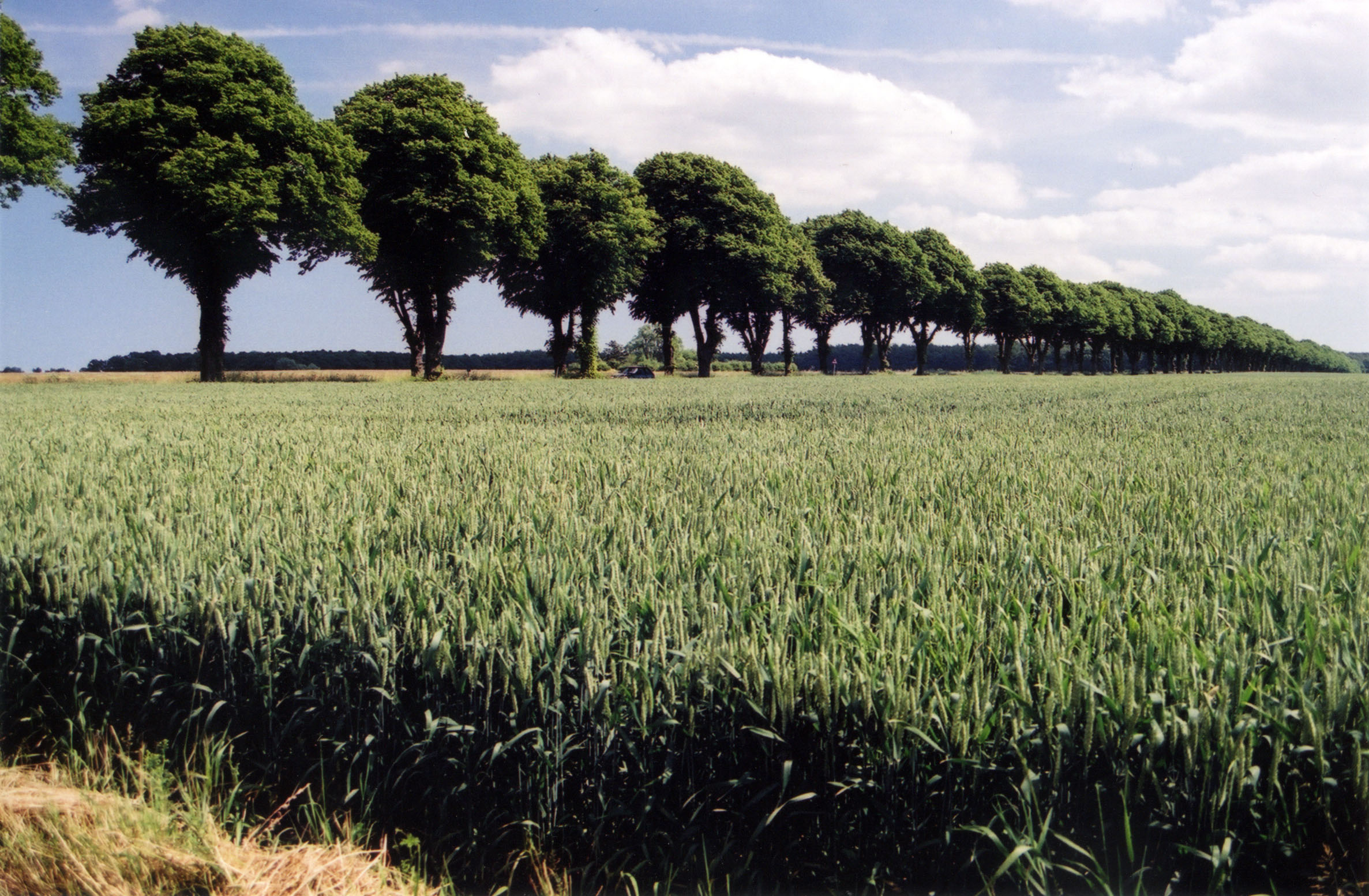
Léto v Dánsku

Léto je roční období mezi jarem a podzimem. Nastává v mírných a polárních oblastech, v jinou dobu na severní a jižní polokouli. V různých oborech je definováno různě. Astronomické léto začíná letním slunovratem a končí podzimní rovnodenností. Vegetační léto v mírném pásu se vyznačuje průměrnými teplotami nad 15 °C. V tomto období bývají na školách hlavní prázdniny. Je obdobím s nejvyššími teplotami.

## Časové vymezení
V některých zemích (na severní polokouli) připadá první letní den na období okolo 1. června či 21. června. Záleží na tom, jestli se bere meteorologický nebo astronomický začátek. Na léto je často nahlíženo jako na období s nejdelšími (a nejteplejšími) dny, kdy Slunce svítí většinu dne a stmívání trvá velmi dlouho.

### Meteorologické léto
V meteorologii je za léto označováno období měsíců června, července a srpna na severní polokouli (boreální léto) a měsíců prosince, ledna a února na jižní polokouli (austrální léto).

### Astronomické léto
Astronomické léto na severní polokouli nastává s červnovým slunovratem, tedy v okamžiku, kdy se Slunce na své zdánlivé pouti po obloze dostane nejseverněji. Obvykle se Slunce do těchto míst dostane okolo 21. června. Na jižní polokouli nastává v okamžiku, kdy se Slunce na své zdánlivé pouti po obloze dostane nejjižněji, což se obvykle stává okolo 21. prosince.

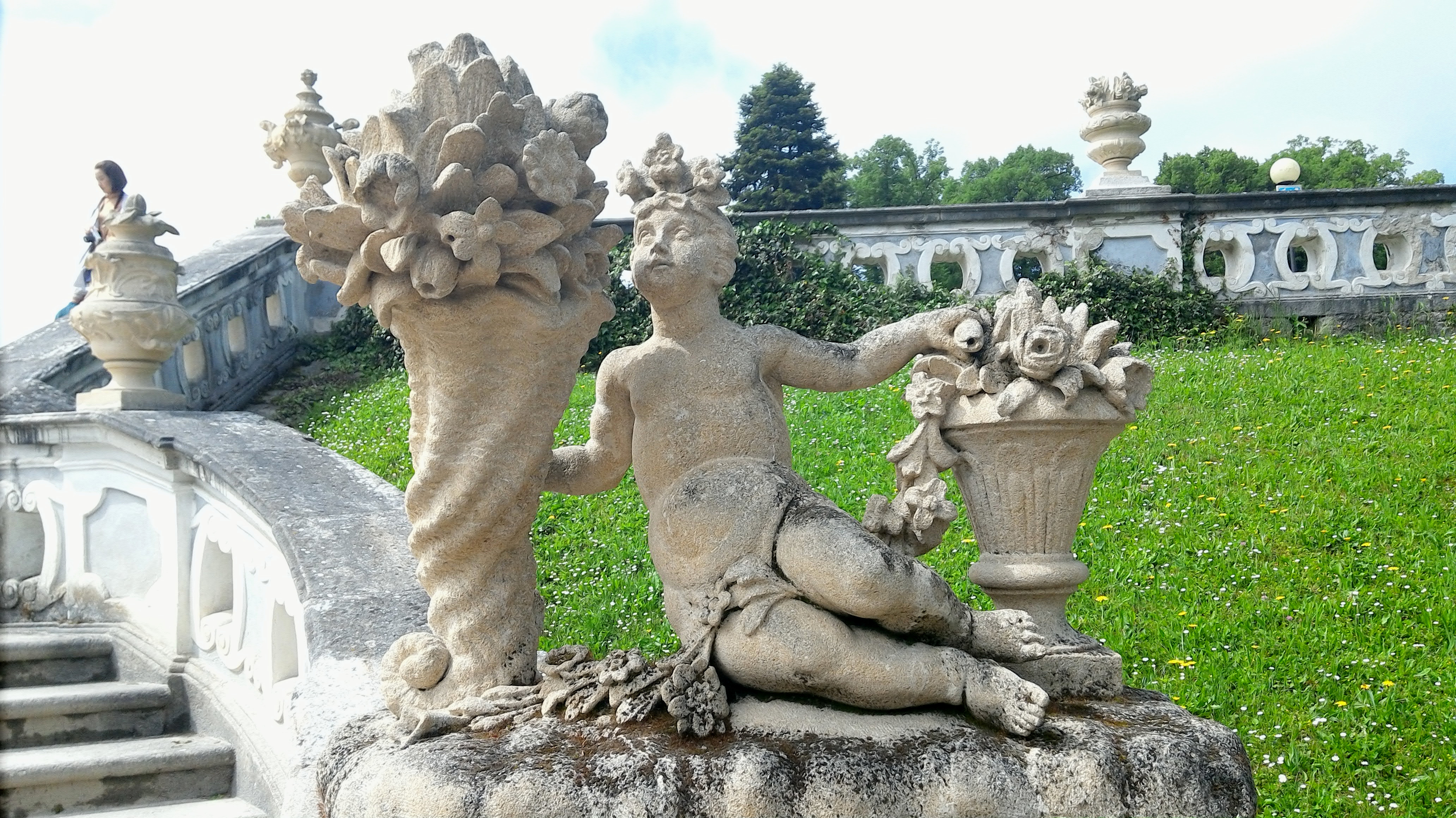
Socha léta podle představy umělce

Astronomické léto končí podzimní rovnodenností, tedy v okamžiku, kdy po létě Slunce přechází přes rovník (ocitne se na rovníku v nadhlavníku). Tento okamžik vychází obvykle na 23. září.
Během astronomického léta se zkracují dny a prodlužují noci.
Protože Země obíhá kolem Slunce po mírně eliptické dráze, je léto na severní polokouli asi o pět dní delší než na jižní. To zároveň znamená, že zima na jižní polokouli je asi o pět dní delší než léto. Dá se z toho i odvodit, že Slunce je blíže k Zemi, když je léto na jižní polokouli. Toto ale není důsledek střídání ročních období, jen tomu tak zrovna v naší epoše je. Jak se stáčí přísluní dráhy Země, mění se i den, kdy je Slunce nejblíže, a zároveň délka jednotlivých ročních období.

## Zajímavosti
V blízkosti severního pólu je v tomto období polární den, kdy je slunce stále na obloze a nezapadá za obzor, naopak v oblasti jižního pólu je v tutéž dobu polární noc.
V mnoha zemích jsou po značnou část léta školní prázdniny. To je většinou historicky dáváno do souvislosti s tím, že děti dříve musely pomáhat se sklizní obilí, a tedy nemohly v tomto období chodit do školy.

## Aktivity
Lidé využívají vysokých teplot a proto tráví v létě více času venku, pořádají pikniky, nebo chodí na pláže. Mezi sporty převažuje fotbal, basketbal, americký fotbal, volejbal, skateboarding, baseball, softball, kriket, tenis nebo třeba golf. Dělají se také vodní sporty, jako třeba vodní lyžování, wakeboarding, plavání, surfing či vodní pólo. Moderní olympijské hry se pořádají v letních měsících, každé čtyři roky od roku 1896. Letní olympijské hry v Sydney v roce 2000 se však konaly na jaře a letní olympijské hry v Riu de Janeiru v roce 2016 se konaly v zimě.
Léto je obvykle obdobím nízké sledovanosti televize, a proto také mezi koncem května a začátkem září televizní stanice neplánují nové epizody jejich nejoblíbenějších pořadů, ale plánují nízkonákladové televizní reality show a splácí závazky již zrušeným pořadům, což ovšem neplatí v případě dětské televize. Mnoho televizních pořadů natočených pro děti a oblíbených mezi dětmi je vysíláno v letních měsících, třeba jako Disney Channel v Spojených státech amerických, protože jsou děti doma. Ku příkladu Disney Channel v letních měsících ukončuje vysílání předškolních pořadů pro starší děti dříve, zatímco se začátkem nového školního roku vrací vše do původního stavu. Naopak hudební a filmový průmysl zaznamenává v létě vyšší výnosy, než v jiných měsících v roce a uvádí se v kinech nové animované filmy. 